# Rhaptopetalum
Rhaptopetalum là một chi thực vật có hoa trong họ Lecythidaceae.

## Loài
Chi Rhaptopetalum gồm các loài: